# Liisa Kauppinen
Liisa Kauppinen (Nurmo, 12 de mayo de 1939) es una abogada y activista sorda finlandesa.
Fue directora de la Asociación Finlandesa de Personas Sordas. Ejerció como secretaria, vicepresidenta y luego como la primera mujer en ser presidenta de la Federación Mundial de Sordos, por dos períodos desde el 1995 al 2003.
Presidenta emérita de la Federación Mundial de Sordos, fue rconocida con el Premio de Derechos Humanos de las Naciones Unidas en 2013.